# إقليم البحرين

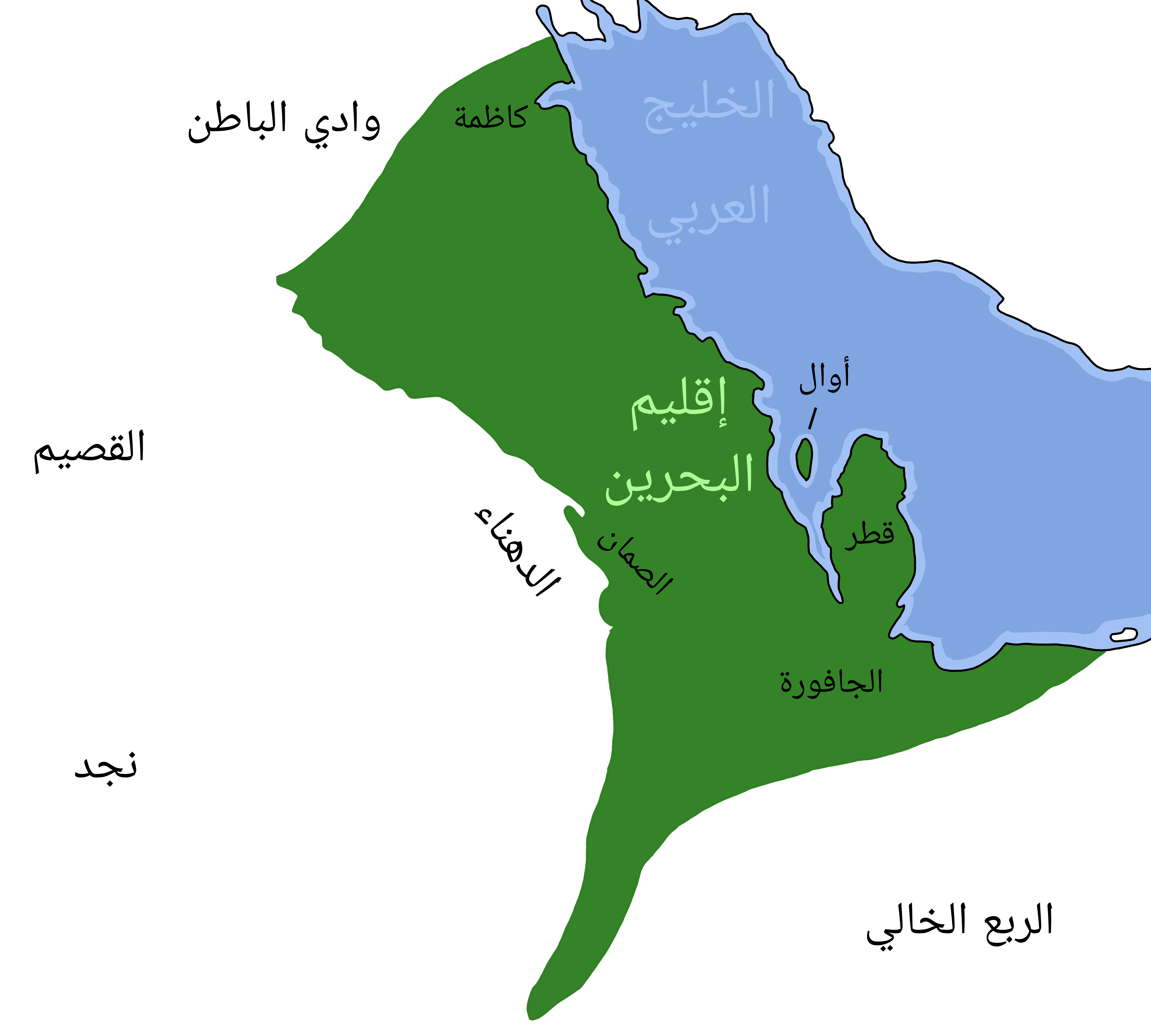
خارطة تقريبية لحدود إقليم البحرين التاريخي.

إقليم البحرين أو الخُط هي منطقة تاريخية كانت تقع في شرق شبه الجزيرة العربية. امتدت من جنوب البصرة على طول ساحل الخليج العربي وقد شملت اراضي المنطقة الشرقية من السعودية وقطر وبالإضافة إلى جزيرة أوال (مملكة البحرين حالياً).
كانت المنطقة مركزاً للمسيحية النسطورية حتى قدوم الإسلام في عام 629م وفي بداية القرن 7 كان إقليم البحرين من أول المناطق التي أعتنق سكانها الإسلام في شبه الجزيرة العربية، بالرغم من بعدها عن المدينة المنورة.
في عام 899م أحتلها القرامطة، وهم طائفة إسماعيلية. في تلك الفترة سبب القرامطة في العديد من المشاكل الداخلية في العالم الإسلامي، حيث في عام 930م أخذوا الحجر الأسود من مكة المكرمة إلى القطيف حيث تواجدوا. في عام 976م هزم القرامطة على يد الدولة العباسية.
وحتى القرن 16 كانت «البحرين» تشير إلى منطقة أكبر من شرق شبه الجزيرة العربية، وقد سكنها عدة قبائل من العرب، من بينها بني عبد القيس وبكر بن وائل وتميم. في عام 1521م، أحتلت الإمبراطورية البرتغالية أوال والمنطقة المجاورة لها وقد جعلت اسم «البحرين» يشير إلى الجزر الحالية الواقعة في الخليج العربي.

## تاريخ

### قبل الإسلام
التحضّر في هذه المنطقة قديم جداً ويعود إلى العصور الحجرية ويعود على الأقل إلى حضارة دلمون التي ازدهرت فيما بين 1200 و 1600 قبل الميلاد، والتي كان مركزها في جزر البحرين وتركت هناك آثاراً كثيرة. ورد في النقوش الأكادية ان الملك منشتسو (2306-2292) ق.م قد غزا بحرا الساحل الشرقي للخليج العربي ولما وصلت سفنه الساحل تجمع ملوك المدن الذين بلغ عددهم 32 ملكا وقرروا محاربته غير انه انتصر عليهم وسلمت تلك المدن له، ويظهر من نقش على تمثال نرام سين ان سلطانه وصل حتى مجان (عُمان) وان اهلها اقاموا ثورة ضده لكنه هزمهم ومجان كانت معروفة في زمن الأكديين حيث ذكروا انها تنتج النحاس والفضة وذكر نص الملك شلجي (2047-1999) ق.م ان هناك صناعة للسفن في مجان. كما تعود بعض أقدم النقوش باللغة العربية إلى هذه المنطقة وهي النقوش الحسائية، والتي تمثّل مرحلة قديمة من اللغة العربية كانت تستخدم فيها حرف «الهاء» كأداة تعريف متشابهة مع اللغات السامية الأخرى كالعبرية.
وترد القطيف الحالية باسم «كاتيوس» في الخرائط الرومانية، كما عرفها العرب باسم «الخط». أما واحة الأحساء، فعرفت حينها باسم احساء بني سعد. كانت في المنطقة اسقفيات للمسيحية النسطورية منها هجر والخط ودارين وسماهيج وبيت قطراية (قطر) وظلت تلك الديانات منتشرة في المنطقة حتى ظهور الإسلام في عام 629.

#### تنوخ
تشكلت تنوخ من اتحاد قبلي شمل أكبر القبائل العربية، ضمت:قضاعة، وقبيص، وإياد، وتميم، والأزد، وجماعة من العماليق، وبقية من القبائل العربية النجدية والتهامية، واتفق زعماء هذه القبائل على تمليك زعيمهم مالك بن فهم والمناداة به ملكاً على المنطقة المحصورة بين نجد غرباً والخليج العربي شرقاً وحدود عُمان جنوباً، وحدود البصرة شمالاً، وقد سميت هذه المنطقة الجغرافية الشاسعة البحرين.
ويخالط الغموض قصة هجرة العرب إلى العراق، وقصة الحلف التنوخي، وقيام الممالك العربية في العراق وسوريا، ألا ان مؤرخي العرب كافة أتفقوا على أن القبائل العربية تحالفت باسم تنوخ وحكموا إقليم البحرين وتطلعوا إلى العراق ودخلوه، وكان أول ملك عربي منهم هو مالك بن فهم الذي مات في العراق ودفن فيه، وتولى الحكم بعده أخوه عمرو بن فهم، فلما مات عمر تولى الملك جذيمة الأبرش.
وفي عهد الملك جذيمة الأبرش استقر الملك للعرب وتطورت أساليب إدارة الحكم وشؤون المُلك، ووصفه المؤرخون بأنه ملك عظيم ضم إليه شمل العرب وأسس لهم أركان دولة كبيرة وغزا بجيوشه الممالك المتاخمة لدولته الممتدة.

### العصر الإسلامي

#### صدر الإسلام
يروى أن رسول الله محمد خير بين الهجرة إلى المدينة أو البحرين، وفي بداية الدعوة الإسلامية كان إقليم البحرين من أول المناطق التي اعتنق سكانها الإسلام في الجزيرة العربية، بالرغم من بعدها عن المدينة المنورة. بني في ذلك العهد مسجد جواثا الذي صليت فيه ثاني جمعة في الإسلام، ويعد من أقدم المساجد في التاريخ وبعض آثاره قائمة في العصر الحالي، ويروى أن النبي محمد زار الأحساء والقطيف كانت القبيلة الأبرز في المنطقة آنذاك هي عبد القيس من ربيعة[ ؟ ] بزعامة الجارود بن المعلى العبدي، وعليه سمّيت بلدة الجارودية الموجودة في نواحي القطيف إلى اليوم، وقد دخلت القبيلة بقيادته في الإسلام سلماً حسب ما ترويه المصادر الإسلامية. وكان من قبائل المنطقة الأخرى عشائر من بني تميم ومن بكر بن وائل.
كانت البحرين إحدى مسارح حروب الردة بعد وفاة النبي محمد مباشرة عام 633 م، إذ قاتل فيها المسلمون بقيادة العلاء بن الحضرمي المرتدين من بني تميم وغيرهم، إلا أن قبيلة عبد القيس كانت قد بقيت في مجملها على الإسلام.
بقيت البحرين كسائر مناطق الجزيرة العربية موالية لعلي بن أبي طالب أثناء الحرب التي خاضها مع معاوية بن أبي سفيان في خلافته، ولكن في العصر الأموي استولى على المنطقة طائفة النجدات من الخوارج، وكان مركزهم في اليمامة[ ؟ ] (شرق نجد)، إلا أن دولة النجدات سقطت سريعاً عام 692 م. بعد ذلك نصب الأمويون ومن بعدهم العباسيون ولاتهم على المنطقة. قال ياقوت الحموي في كتابه معجم البلدان وصفاً للبحرين البَحْرَيْن: هكذا يتلفظ بها في حال الرفع والنصب والجر، ولم يسمع على لفظ المرفوع من أحد منهم، إلّا أن الزمخشري قد حكى أنه بلفظ التثنية فيقولون هذه البحران وانتهينا إلى البحرين، ولم يبلغني من جهة أخرى، وقال صاحب الزيج: البحرين في الإقليم الثاني، وطولها أربع وسبعون درجة وعشرون دقيقة من المغرب، وعرضها أربع وعشرون درجة وخمس وأربعون دقيقة، وقال قوم: هي من الإقليم الثالث وعرضها أربع وثلاثون درجة، وهو اسم جامع لبلاد على ساحل بحر الهند بين البصرة وعمان، قيل هي قصبة هجر، وقيل: هجر قصبة البحرين وقد عدّها قوم من اليمن وجعلها آخرون قصبة برأسها. وفيها عيون ومياه وبلاد واسعة، وربما عدّ بعضهم اليمامة من أعمالها والصحيح أن اليمامة عمل برأسه في وسط الطريق بين مكة والبحرين. روى ابن عباس: البحرين من أعمال العراق وحدّه من عمان ناحية جرّفار، واليمامة على جبالها وربما ضمّت اليمامة إلى المدينة وربما أفردت، هذا كان في أيام بني أميّة، فلما ولي بنو العباس صيّروا عمان والبحرين واليمامة عملا واحدا، قاله ابن الفقيه، وقال أبو عبيدة: بين البحرين واليمامة مسيرة عشرة أيام وبين هجر مدينة البحرين والبصرة مسيرة خمسة عشر يوما على الإبل، وبينها وبين عمان مسيرة شهر، قال: والبحرين هي الخطّ والقطيف والآرة وهجر وبينونة والزارة وجواثا والسابور ودارين والغابة، قال: وقصبة هجر الصّفا والمشقّر..
ولاة البحرين في صدر الإسلام
ولاة رسول الله
• المنذر بن ساوى التميمي (ملك اقليم البحرين بعهد رسول الله)
- العلاء بن الحضرمي
- أبان بن سعيد بن العاص

ولاة عمر بن الخطاب
- العلاء بن الحضرمي مرة أخرى (ت 21 هـ)
- قدامة بن مظعون
- ابو هريرة
- عثمان بن أبي العاص

ولاة عثمان بن عفان
- مروان بن الحكم
- عبد الله بن سوار العبدي
- ولاة علي بن ابي طالب
- عمر بن أبي سلمة المخزومي
- نعمان بن عجلان الزرقي

#### حكم الخلافة الأموية
كان إقليم البحرين من المناطق التي تحزبت لعلي بن أبي طالب في حرب صفين والجمل، ومنهم عدد من المقربين لعلي بن أبي طالب، ولما آل الأمر إلى بني امية سعوا إلى الانفصال فقاموا بعدد من الثورات:
- تمرد بنو محارب في البحرين على حكم بني أمية سنة 78 هـ، وقد طلب والي البحرين النجدة من الحجاج في العراق آنذاك لكن جيشه كان مشغولاً بمحاربة الأزارقة الخوارج، فأمر عامله في اليمامة بأن يمد والي البحرين بالرجال للقضاء على هذه الثورة.
- حركة الريان النكري في الخط -القطيف-، وقد تمكن من الأمر وطرد والي البحرين، لكن الحجاج قام بإرسال جيش سنة 80 هـ من 12000 مقاتل بقيادة يزيد بن أبي كبشة ودخلوا الزارة وقتلوا الريان وصلبوه مع مجموعة من اصحابه. وظل مصلوباً حتى قام داوود بن محرز -وكلهم من عبد القيس- في جماعة واستولى على القطيف وأنزل جثة الريان ومن معه وامر بدفنهم، ثم قُضي عليه أيضاً بجيش من الأمويين.
- في 78 هـ توجه من البحرين إلى البصرة أبو معبد الشني وتمركز على مقربة منها وأخذ يهاجم البصرة حتى تصدى له صاحب شرطتها الحكم بن أيوب وقضى عليه.
- في 86 هـ انطلاقا من البحرين حتى البصرة ثار داوود بن النعمان وأيضاً قضى عليه الحكم بن أيوب بعد مقاومة عنيفة.
- ثورة مسعود بن أبي زينب المحاربي في البحرين كانت بعد وفاة عبد الملك بن مروان سنة 86 هـ، فطرد عامل الأمويين وسيطر على البحرين وقضي عليه عندما حاول السيطرة على اليمامة. وبعده ثار أخوه سعيد وأخضع البحرين لسيطرته لكن سرعان ما سقط نتيجة اختلاف داخلي مع أحد معاونيه.[9]

#### حكم الخلافة العباسية
استولى القائد العسكري عقبة بن سليم على بلاد البحرين لصالح أبو جعفر المنصور، حنق أهل البحرين على أعمال بني العباس ضد العلويين مما جعل الأوضاع في قلاقل مستمرة:
- ثورة سليمان بن حكيم العبدي في البحرين كانت على حكم بني العباس عام 151 هـ وقد استطاع أبو جعفر المنصور إخمادها بإرسال جيش بقيادة عقبة بن سلمة والي البصرة وقد تمكن من قتل سليمان بن حكيم.
- ثورة سيف بن بكير العبدي على الدولة العباسية كانت عام 190 هـ، وقد تمكن من السيطرة على هجر. فأرسل الرشيد جيشاً بقيادة محمد بن يزيد بن مزيد، وبعد قتال عنيف استطاع قتل سيف بن بكير.
- في 249 هـ ناصر أكثر أهل الأحساء صاحب ثورة الزنج في أول الأمر وهو (علي بن محمد بن أحمد بن علي بن عيسى بن زيد بن علي بن الحسين بل علي بن أبي طالب)، وقيل هو من عبد القيس[10] حتى كانت قاعدة الثورة والتي يجبى إليه فيها الخراج، ثم انقسم الناس في ما بين مؤيد ومعارض له فقد تبين للناس سعيه للسلطان وتنازله عن الثورة للإصلاح والإنصاف فتقاتل الفريقان في «وقعة الردم» التي خرج بسببها إلى البصرة، على انه وبقي معه قلة من المناصرين من الأحساء منهم يحي بن أبي ثعلب وكان تاجرًا من أهل هجر ومحمد بن سلم القصاب الهجري، وبريش القريعي، وعلى الضراب، وحسين الصيدناني ومحمد بن يزيد الدارمي وسليمان بن جامع ويحيى بن محمد بن الأزرق البحراني قائد الجند، والذي بمقتله انتهت تلك الثورة.

#### الدولة القرمطية
في عام 899 قامت دولة القرامطة، وهم شيعة طائفة إسماعيلية، كانوا يدينون بالتبعية الاسمية للخلافة الفاطمية حتى اصطدموا بها في آخر المطاف. دمّر القرامطة مدينة هجر وأسسوا لأنفسهم عاصمة سميت بالأحساء على مسافة قليلة منها، وأقاموا نظاماً ذا سمات شيوعية وأسقطوا معظم فروض الإسلام في مناطق نفوذهم. ونشر القرامطة وحلفاؤهم من القبائل البدوية من بني عامر بن صعصعة في تلك الفترة الذعر في أنحاء الدولة العباسية، فدمّروا الكوفة كما اجتاحوا الحجاز في عام 930 وأخذوا الحجر الأسود من مكة إلى عاصمتهم الأحساء[ ؟ ]، فبقي هناك قرابة العشرين عام حتى أعادوه إلى مكة بعد توسّط الخليفة الفاطمي حاكم مصر آنذاك. وفي عام 976 انهزم القرامطة على يد الدولة العباسية، كما اصطدموا بالفاطميين.

#### الدولة العيونية
قامت الدولة العيونية (1076-1252) بعد تغلبها على دولة القرامطة بمساعدة السلاجقة، ولكن لم ينته أمرهم في البحرين إلا على يد أسرة من بني عبد القيس في القرن الحادي عشر.

#### الدولة العصفورية
قامت الدولة العصفورية (1252-1330) بعد تغلبها على الدولة العيونية، ويرجع نسب العصفوريين إلى بني عقيل.

#### الدولة الجروانية
تولى الحكم في المنطقة آل جروان الشيعة في ما بين (1330-1383). وفي هذه الفترة مر الرحالة ابن بطوطة في المنطقة فوصف مدينتي الأحساء والقطيف بأنهما مدينتان مزدهرتان، وأن غالبية أهل مدينة القطيف والأحساء من الشيعة، دون أن يذكر على أي مذاهب الشيعة كانوا. وهناك مصادر تصف الجراونة بأنهم من بقايا القرامطة، وذهب بعض المؤرخين مثل جوان كول إلى أنهم كانوا على المذهب الإسماعيلي، إلا أن التشيع الإثني عشري كان غالبا في تلك المنطقة على أية حال. وقد كانت المدن الساحلية وجزر أوال تدفع خراجاً لحكام هرمز العرب في جنوب إيران في هذه الفترة.

#### الدولة الجبرية
ثم حكمت أسرة من بادية الأحساء[ ؟ ] يقال لهم آل جبر من بني خالد المخزومية القرشية فأسسوا الدولة الجبرية (1383-1524) على أنقاض الدولة الجروانية. وقد كان أبرز حكامها أجود بن زامل الذي امتد نفوذه من شمال عمان[ ؟ ] جنوباً وحتى ما يعرف حالياً بالكويت شمالاً، كما بسط نفوذه على شرق نجد. وقد صار أجود من أشهر ملوك زمانه وعمل على تعزيز المذهب المالكي السني في الأحساء.

#### حكم الخلافة العثمانية: الفترة الأولى
وتوفي أجود بن زامل عام 1507 وسقطت الدولة الجبرية بعد ذلك بسنوات على إثر الصراع مع البرتغاليين في جزر البحرين وفي عمان، بالإضافة إلى الصراع مع قبيلة المنتفق حليفة الدولة العثمانية، فأصبحت المنطقة ولاية عثمانية في أواسط القرن السادس عشر. وفي هذه الفترة انحسر مسمى «البحرين» عن المنطقة ليشمل فقط جزر البحرين (أوال قديماً)، وأصبحت المنطقة تسمى مجازاً بمنطقة الأحساء أو بالأحساء والقطيف، نسبة إلى أكبر الحواضر فيها. أما جزر البحرين فسقطت في هذه الفترة تحت حكم البرتغاليين الذين انتزعوها من الجبريين عام 1514 م وأوكلوا إدارتها إلى الهرمزيين، ثم استولى الفرس[ ؟ ] الصفويون عليها عام 1602 م، قبل أن يتمكن من أمرها آل خليفة من العتوب الذين قدموا إليها من الهدار جنوب نجد، وذلك في عام 1783 م. في عام 1555 م /963 هـ أرسل السلطان العثماني جيشاً إلى الأحساء بقيادة محمد باشا وبعد الاستيلاء عليها بنى مسجداً في قلعة الكوت (حي الكوت القديم حالياٌ) يعرف الآن بمسجد الدبس، وانتهت فترة السيادة العثمانية بعد 117 عام أي في عام 1080 هـ بعد أن استغل بني خالد ضعف الدولة العثمانية وطردهم من الأحساء وكان اخر ولاتها حينذاك عمر باشا. وسيطر بنو خالد على الأحساء وتولى عليها خالد براك بن عريعر وسمى نفسه ملك الأحساء وذلك عام 1080 هـ/1669 م. واستمر حكم الخوالد على الأحساء والقطيف حتى عام 1271 هـ/1854 م الذي سيطرت في الدولة العثمانية على الأحساء مرة ثانية.

#### دولة بني خالد
انضوى بعد ذلك العديد من قبائل البادية حول الأحساء والقطيف، تحت لواء قبيلة بني خالد[ ؟ ]، الذين تمكنوا بقيادة براك بن غرير من هزيمة المنتفق وطرد الحاميات العثمانية من الهفوف، التي صارت المدينة الكبرى في واحة الأحساء، عام 1670. وبسط الخوالد حكمهم على الأحساء والقطيف وبواديهما وعلى شبه جزيرة قطر (و لكن ليس على جزر البحرين)، وقسم آل غرير تلك المناطق بين عشائر بني خالد المختلفة، وبسطوا نفوذهم حتى مشارف البصرة شمالاً، فبنوا حصناً على الساحل هناك باسم «الكوت» أصبح نواة لما يعرف الآن بالكويت. وحاول الخوالد مد نفوذهم إلى إقليم اليمامة[ ؟ ] شرق نجد، وصار لهم العديد من الحلفاء هناك، كآل معمر حكام بلدة العيينة، إلا أن دولتهم وقعت تحت وطأة الاقتتال الداخلي على الحكم وسقطت على يد الدولة السعودية الأولى الناشئة في الدرعية عام 1793 م.

#### حكم الخلافة العثمانية: الفترة الثانية
و على إثر سقوط الدولة السعودية على يد والي مصر من قبل العثمانيين، محمد علي باشا، عام 1818 م، أعاد العثمانيون بسط نفوذهم على الأحساء والقطيف، ونصبوا بني خالد حكاماً على المنطقة من قبلهم، ولكن الخوالد لم يكونوا بالقوة التي كانوا عليها في السابق، وتعقّدت الأمور بدخول قبائل بدوية جديدة قادمة من جنوب الجزيرة وهم العجمان وبني هاجر وآل مرة إلى المنطقة، واستعاد السعوديون نفوذهم على المنطقة بقيادة فيصل بن تركي[ ؟ ] مع ضعف النفوذ العثماني. لكن الحكم السعودي لم يدم طويلاً، إذ سقطت الدولة السعودية الثانية في الرياض على يد آل رشيد من عبدة من قبيلة شمر حكام حائل[ ؟ ]، الذين آثروا المهادنة مع العثمانيين ولم يحاولوا مد نفوذهم إلى الأحساء والقطيف، فعادت المنطقة إلى الحكم العثماني المباشر من جديد، وأصبحت المنطقة تابعة لولاية البصرة العثمانية.
أما جزر البحرين، فدخلت في حماية الامبراطورية البريطانية في هذه الفترة حتى استقلالها عام 1971 (انظر بحرين وتاريخ البحرين).

### المملكة العربية السعودية
في عام 1913 م استولى عبد العزيز بن عبد الرحمن آل سعود، مؤسس المملكة العربية السعودية الحديثة، على المنطقة وطرد القوات العثمانية منها، فأصبحت جزءً من دولته الناشئة، ولا زالت المنطقة تحت الحكم السعودي إلى اليوم حيث تشكل جزءاً من المنطقة الشرقية، إحدى مناطق المملكة الإدارية الثلاث عشرة (انظر شرقية (منطقة)).

### الآثار
- موقع الراكة الأثري (القرن السابع الميلادي)
- موقع المردومة (القرن الهجري الأول)
- موقع الدفي (الثاني قبل الميلاد)
- موقع العقير (الفترة العباسية)
- موقع ثاج
- موقع الزارة